# Castiglione della Valle (Marsciano)
Castiglione della Valle è una frazione del comune di Marsciano (PG).
Si trova su una piccola collinetta (212 m s.l.m.) che sovrasta le valli del fiume Nestore e del torrente Caina, un luogo ancora immune dalla cementificazione; all'incrocio tra le strade statali pievaiola ed orvietana, che congiungono rispettivamente Perugia a Città della Pieve ed Orvieto al lago Trasimeno. Vi abitano 525 persone.

## Storia
Nel 1163 l'imperatore Federico Barbarossa conferma nel suo diploma imperiale il possesso di una parte di questo castello ai benedettini di San Pietro di Perugia. La storia del castello è legata a quella della chiesa di S. Giovanni Battista, originariamente fuori le mura, sempre gestita direttamente dai benedettini.
A partire dal 1411, per un paio di volte, Braccio Fortebraccio assaltò il castello e lo danneggiò; passato al condottiero nel 1416, venne più volte dotato di finanziamenti per riparare i danni e costruire nuove opere nelle vicinanze (un ponte sul Nestore, un pozzo).
Nei secoli successivi, la chiesa fu più volte contesa tra le varie fazioni che di volta in volta governavano su Perugia; anche con la vicina Pieve Caina ci furono parecchie diatribe, ad esempio su dove dovessero essere battezzati i nati nel paese.
Castiglione ha dato i natali a Riccardo Tenerini, partigiano perugino che combatté durante la seconda guerra mondiale, e a frate Alessandro Brustenghi, divenuto un valente tenore di canti religiosi.
Il 18 agosto 2003 la frazione è balzata agli onori delle cronache per un evento pressoché eccezionale per le campagne umbre: uno stormo di circa settanta cicogne si è fermato per il riposo notturno nei campi adiacenti al paese, destando la curiosità e l'interesse di tutti gli abitanti .

## Società
Abitanti censiti

## Arte
Il castello presenta un impianto circolare, è fortificato da mura e torri, di cui una adattata a campanile . Fuori le mura è la chiesa del XV secolo di Santa Maria del Fosso con  importanti affreschi del XV e XVI secolo  di un ignoto pittore della scuola di Tiberio d’Assisi, collocati dietro all'altare;  una Madonna dei Miracoli del 1531  della scuola di Benedetto Bonfigli si trova sulla parete sinistra della chiesa. Nella piazza  si erge la parrocchiale di San Giovanni Battista, ricostruita nel 1892 sulla precedente nello stile eclettico Romanico-gotico delle chiese leonine, opera dell’Architetto perugino Nazareno Biscarini. La facciata  presenta elementi decorativi in cotto. 
Nei dintorni di Castiglione  è una quattrocentesca cappella del Crocifisso, con il Cristo in Croce del XVI secolo e un ex-voto del 1554,  di anonimi .

## Palio dei somari
Il Palio dei somari di Castiglione della Valle si svolge ogni anno, l'ultima settimana di agosto e la prima di settembre.
Il palio si è svolto dal 1980 al 1985 ed è ripreso dal 2003.
Contrade
- Baldami
- Torre
- Casenuove
- Stazione

Albo d'oro
- Baldami - 6 vittorie
- Torre - 3 vittorie
- Casenuove - 2 vittorie
- Stazione - 2 vittorie

| Anno | Contrada vincitrice |
| ---- | ------------------- |
| 2007 | Casenuove           |
| 2008 | Stazione            |

## Monumenti e luoghi d'arte

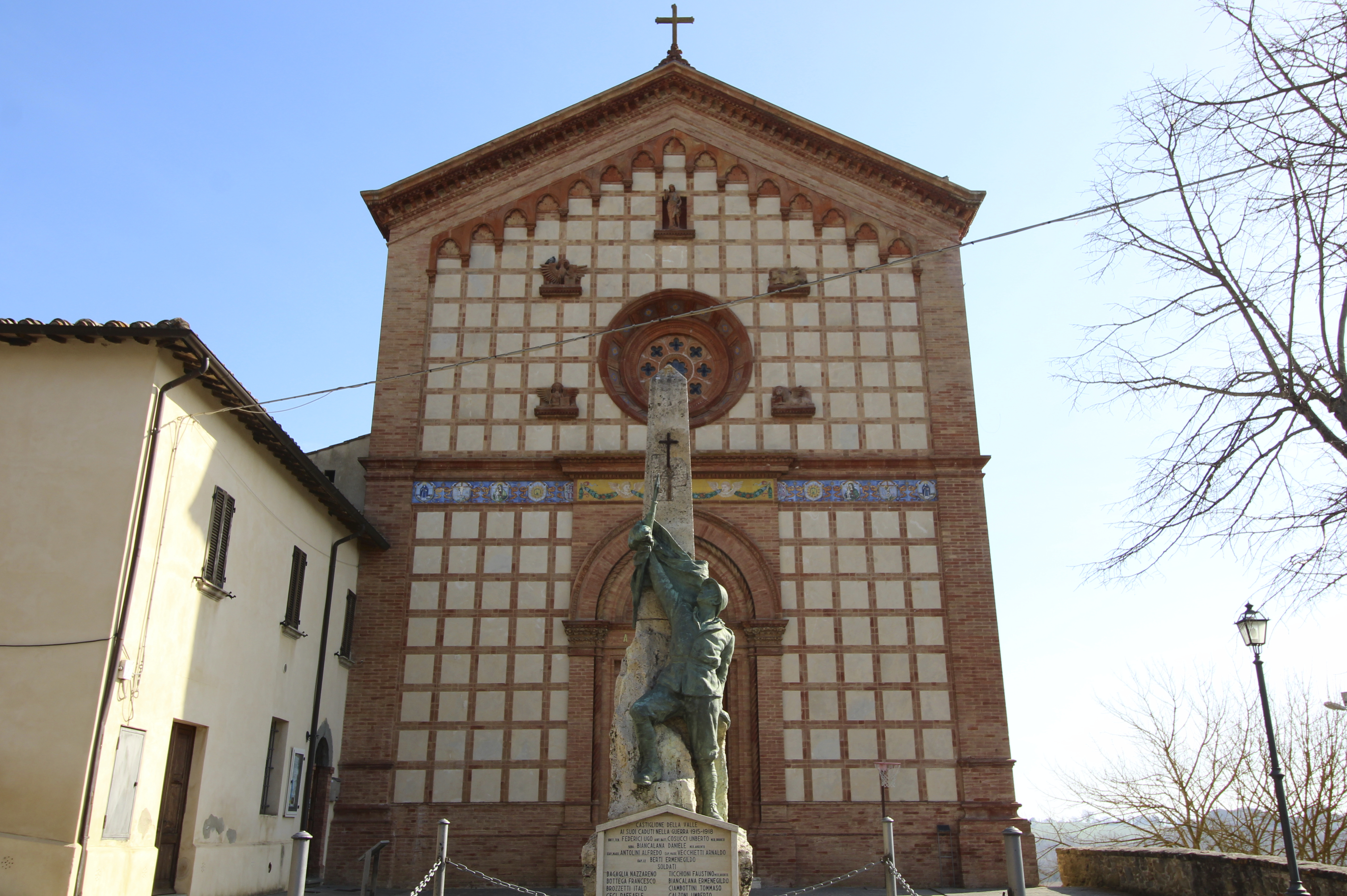
La chiesa di San Giovanni Battista

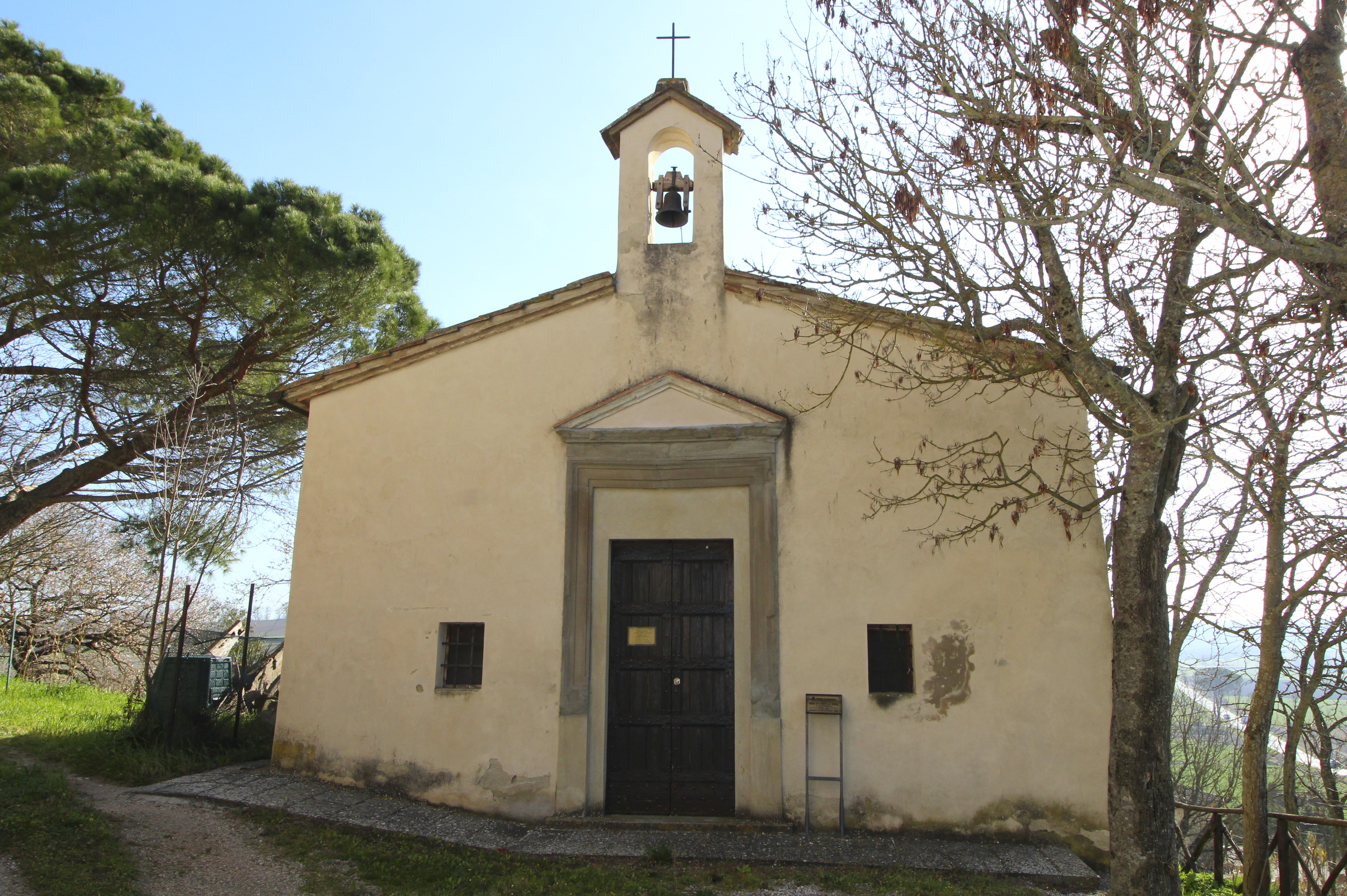
La chiesa dei Santi Pietro e Ubaldo

- Castello, con mura in pianta circolare, torri e torre campanaria;
- Chiesa del Crocefisso (XV secolo), nelle vicinanze del paese, contenente un affresco di inizio Cinquecento;
- Chiesa di S. Maria del Fosso (XV secolo), fuori le mura, contenente affreschi attribuiti alla scuola di Tiberio d'Assisi e di Benedetto Bonfigli;
- Castello di Monticelli (XII secolo);
- Chiesa di S. Paolo e S. Ubaldo (XII secolo), affrescata da Meo da Siena;
- Chiesa di S. Giovanni Battista, ricostruita nel 1892 dall'architetto Biscarini;
- Varie passerelle antiche lungo il fiume Nestore;
- Castello di Baldami;
- Piazza del Somarodromo;
- Torre di Orlando (rassegne d'arte annuali).

## Sport

### Associazioni sportive
- Unione Sportiva Dilettantistica Castiglionese

### Impianti sportivi
- Campo di calcio
- Fiume Nestore e vari laghetti (pesca)
- Percorsi escursionistici per mountain bike, cavalli, passeggiate
- Percorso ambientale lungo il Nestore, che collega la frazione a Mercatello
- Pista per minimoto e miniquad